# Nuillé-le-Jalais
Nuillé-le-Jalais es una comuna francesa situada en el departamento de Sarthe, en la región de Países del Loira.

## Demografía
| 297 | 258 | 242 | 305 | 283 | 315 | 528 |
| Para los censos de 1962 a 1999 la población legal corresponde a la población sin duplicidades (Fuente: INSEE [Consultar]) |     |     |     |     |     |     |